# Samara da Silva
Samara da Silva Vieira (n. 7 octombrie 1991, la Natal) este o handbalistă braziliană care joacă pentru clubul românesc CSM București pe postul de intermediar stânga. Da Silva este și componentă a echipei naționale a Braziliei.

## Biografie
Samara da Silva a început să joace handbal la vârsta de 9 ani, avându-i ca antrenori pe mama sa și pe profesorul Flávio Tinoco. Tânăra handbalistă a urmat cursurile școlii Sagrada Família din Natal și și-a petrecut perioada de juniorat sportiv la echipa locală, Fazenda Parque. Pentru o perioadă a jucat pe postul de portar, dar a fost reprofilată ca intermediar datorită fizicului dezvoltat. A fost convocată la echipele naționale ale Braziliei pentru toate categoriile inferioare de vârstă, iar la Campionatul Mondial pentru Tineret din 2008 a fost votată cea mai bună jucătoare (MVP) a competiției.
În 2009, considerând că e greu de urmat o carieră sportivă în statul brazilian Rio Grande do Norte, handbalista a semnat un contract cu echipa spaniolă C.Le.Ba.León. În 2011 a suferit o accidentare gravă și a fost operată la ligamente, iar în 2012 s-a transferat la echipa italiană ASD Sassari Città dei Candelieri. Cu cele două echipe Samara da Silva a jucat, în 2010–11 și 2012–13, în Cupa EHF.
În februarie 2013, Da Silva a suferit o nouă accidentare și a fost din nou operată la genunchi, fiind obligată să-și întrerupă până în 2014 activitatea. S-a întors în Brazilia și a jucat pentru CBHb Caxias do Sul/UCS (2014–15) și FAB/Vasco da Gama (2015–16).
În 2016 a revenit în Europa și a jucat un an la echipa germană HSG Blomberg-Lippe, iar în 2017 s-a transferat la echipa turcă Üsküdar BSK. Sfârșitul sezonului 2017–18 a găsit-o însă la clubul CBHb Apahand/UCS din țara natală. În 2018 s-a transferat la echipa românească SCM Râmnicu Vâlcea, iar după două sezoane a semnat cu clubul sloven Krim Mercator Ljubljana. În 2021 a revenit în România semnând cu Dunărea Brăila. Pe 11 decembrie 2021, ea s-a transferat la CSM București.

## Palmares
- Liga Campionilor:
  - Sfertfinalistă: 2020
  - Optimi de finală: 2021

- Cupa EHF:
  - Turul 3: 2011, 2012, 2019

- Liga Națională:
  -  Câștigătoare: 2019

- Cupa României:
  -  Câștigătoare: 2022
  -  Finalistă: 2019

- Supercupa României:
  -  Câștigătoare: 2018
  -  Finalistă: 2019

- Campionatul Braziliei:
  - Medalie de bronz: 2016

- Cupa Braziliei:
  - Medalie de argint: 2016
  - Medalie de bronz: 2015

- Campionatul statului Rio de Janeiro:
  - Medalie de aur: 2016

## Distincții personale
- Cea mai bună handbalistă de la Campionatul Mondial pentru Tineret: 2008;
- Cel mai bun centru din Cupa Braziliei: 2015[7]